# Dictaphone

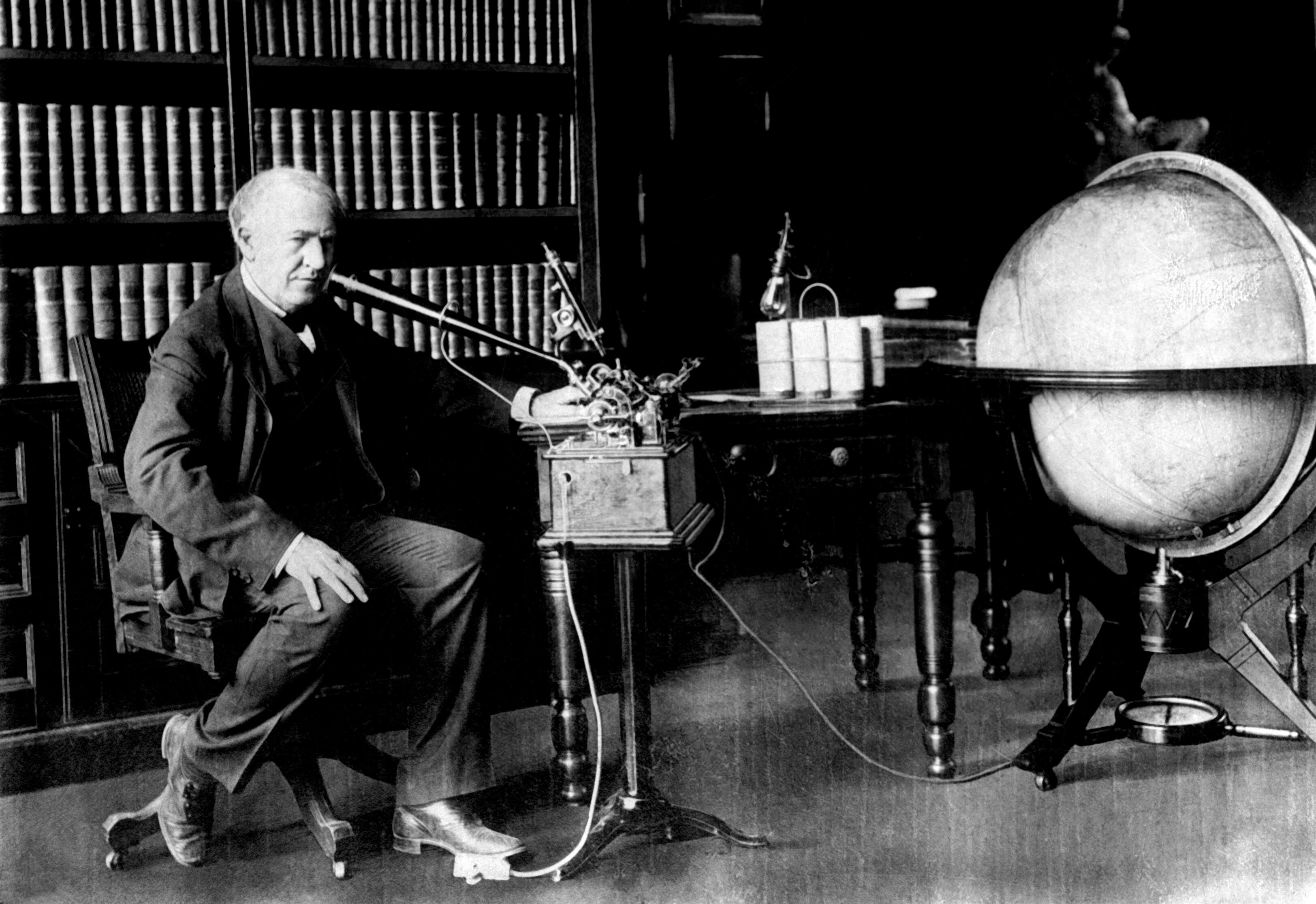
Thomas Edison utilisant un Dictaphone en 1907

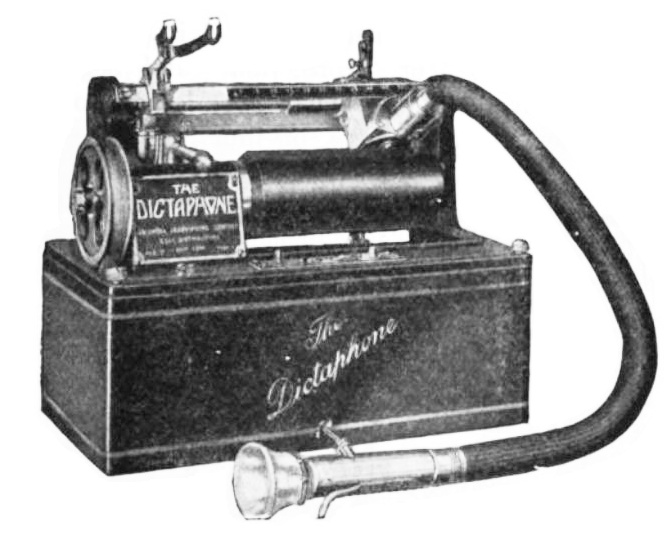
Dictaphone à cylindre de cire des années 1920

Un dictaphone, autrement dit machine à dicter, a pour fonction d'enregistrer la voix d'une personne dans le but d'être ensuite retranscrite par écrit. 
Dictaphone est une marque déposée par Columbia Graphophone Company en 1907 pour un appareil enregistreur de dictée. 
La marque est aujourd'hui revendiquée par la compagnie américaine Nuance Communications mais attribuée suivant l'INPI à la société américaine Dictaphone Corporation. 
La marque est devenue, par antonomase, un synonyme de « machine à dicter ».

## Utilisation
Le locuteur enregistre son texte, pour que lui-même ou une autre personne puisse l'écouter et le retranscrire par écrit, éventuellement en le réorganisant ou en le mettant en forme, via une frappe autrefois sur une machine à écrire et aujourd'hui sur ordinateur, à l'aide d'un logiciel de traitement de texte, ou pour l'écrire à la main.
Ces systèmes sont utilisés, entre autres, par les avocats, les médecins, les hommes d'affaires et chefs d'entreprise.

## Histoire des appareils de dictée
Dès le milieu du XIXe siècle, l'invention du phonographe permet l'enregistrement de la voix. Le Dictaphone, mis au point en 1907 par la compagnie américaine Columbia Graphophone Company, permet l'enregistrement des dictées orales sur des cylindres de cire.
À partir des années 1950, de nombreux matériels professionnels apparaissent, utilisant d'abord des bandes magnétiques (magnétophones), puis des cassettes audio, puis des microcassettes.
Le support numérique a permis, à partir de la fin des années 1990, de miniaturiser les « dictaphones » et d'allonger la capacité d'enregistrement et d'autonomie. Ceux-ci utilisent d'abord un support DAT puis une mémoire intégrée sur disque dur ou mémoire flash, ou des cartes mémoire amovibles.
Parallèlement au format courant de fichier son MP3, il existe un standard industriel de format de fichier, le Digital Speech Standard (en) (.dss), mis au point en 1995 par Grundig, Philips et Olympus.

## Prospective
Avec le développement de l'« intelligence ambiante », les « dictaphones » sont de plus en plus intégrés dans d'autres outils. C'est déjà une fonction courante de la plupart des téléphones mobiles et appareils photo numériques, de même que des ordinateurs, baladeurs numériques et tablettes tactiles dotés de microphone. On peut penser que les progrès des logiciels de reconnaissance vocale et de traduction élargiront encore l'éventail des possibilités.

## Galerie

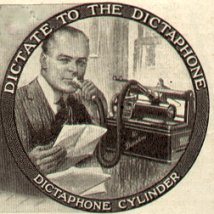
Publicité pour un Dictaphone, en 1917
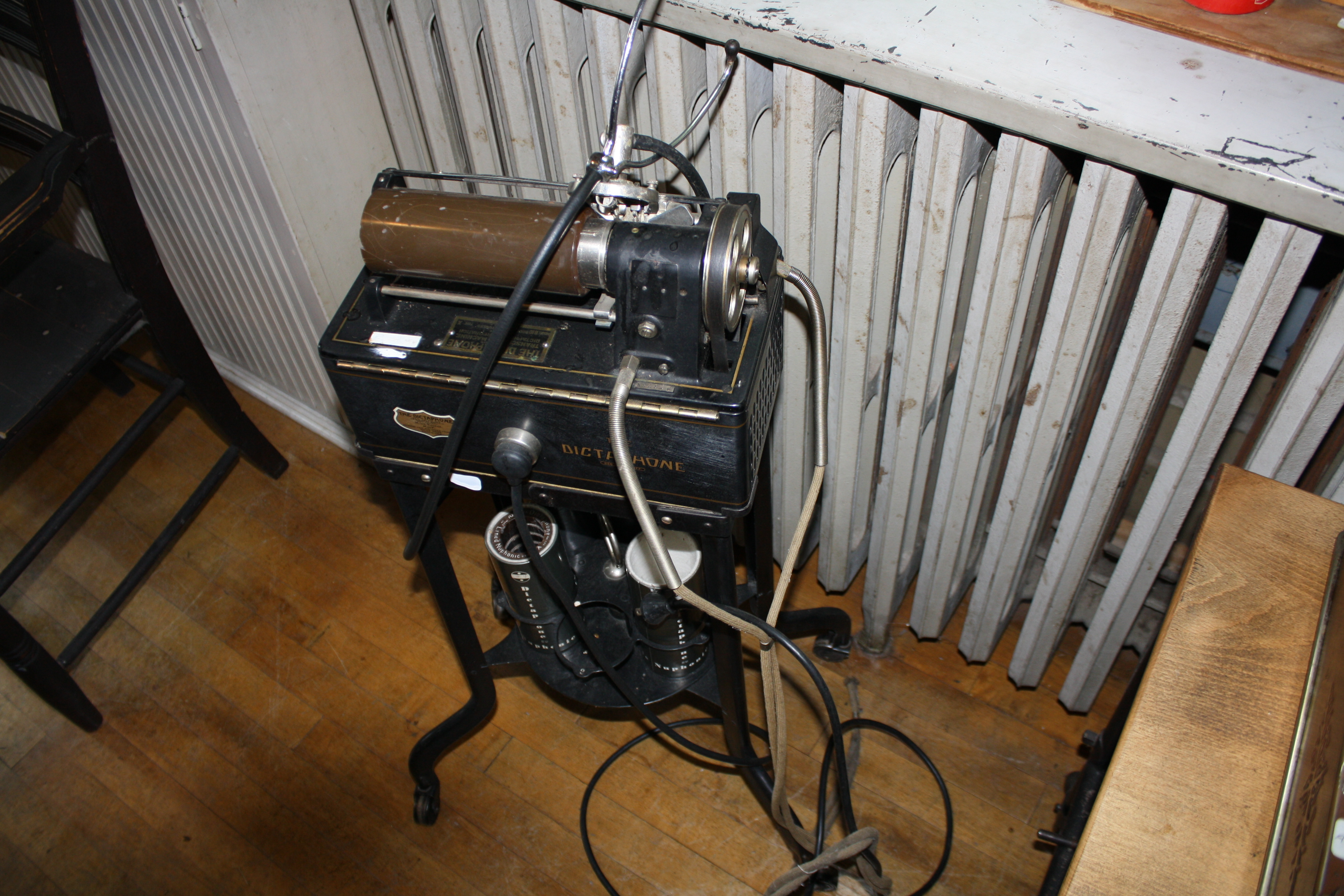
Ancien modèle de Dictaphone
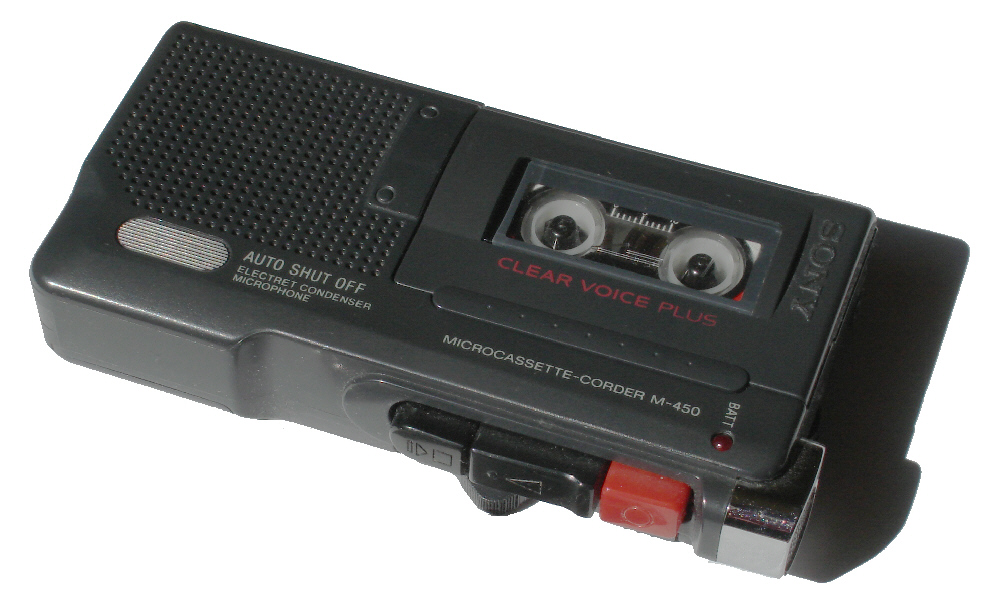
Enregistreur à microcassette
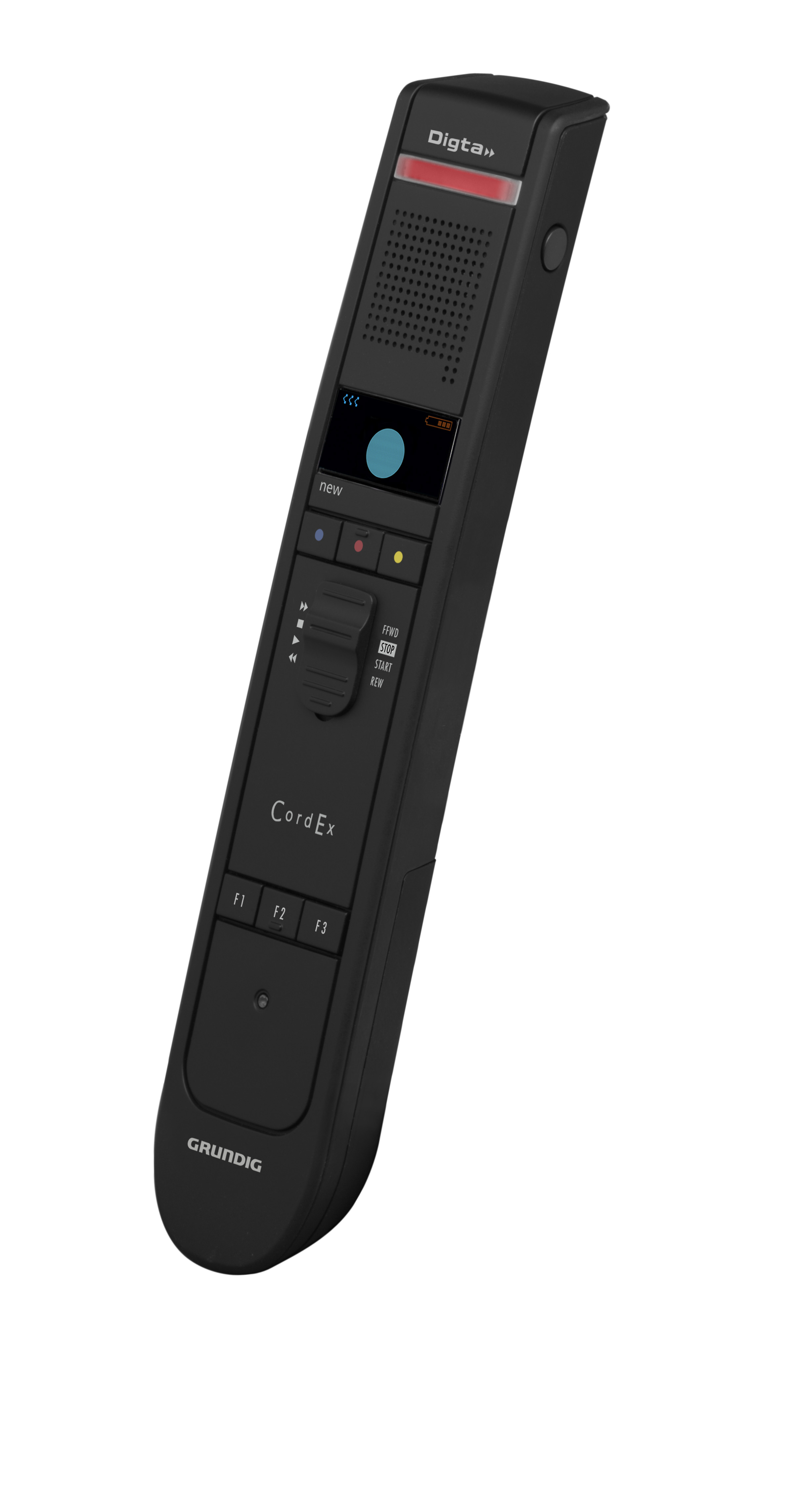
Enregistreur numérique CordEx de Grundig Business Systems